# Eriocaulon buchananii
Eriocaulon buchananii är en gräsväxtart som beskrevs av Wilhelm Willy Otto Eugen Ruhland. Eriocaulon buchananii ingår i släktet Eriocaulon och familjen Eriocaulaceae.

## Underarter
Arten delas in i följande underarter:
- E. b. andongense
- E. b. buchananii